# Sosibio Lacone
Sosibio Lacone, noto anche come Sosibio di Sparta (in greco antico: Σωσίβιος?, Sōsíbios; Sparta, ... – ...; fl. tra 250 a.C. e 150 a.C.), è stato un grammatico greco antico, autore di varie opere relative a Sparta, di cui restano alcuni frammenti.
L'epoca in cui è vissuto può essere determinata in maniera indiretta: il terminus post quem è costituito dalla composizione delle Olimpioniche di Timeo di Tauromenio (morto nel 264 a.C., tuttavia verosimilmente quest'opera fu composta alquanto prima), certamente usate da Sosibio; il terminus ante quem è costituito dall'attività di Apollodoro di Atene (circa 180-120 a.C.), che utilizzò ampiamente l'opera di Sosibio su Alcmane; si può inoltre supporre che Sosibio conoscesse anche le opere di Eratostene (morto verso il 215 a.C.).

## Identificazione con grammatici omonimi
La Suda parla di un Sosibio Λάκων, γραμματικὸς τῶν ἐπιλυτικῶν καλουμένων ("Lacone, grammatico, uno di quelli chiamati epilitici"); erano detti "litici" o "epilitici" (λυτικοί o ἐπιλυτικοί, "che risolvono difficoltà") gli autori che si adoperavano per risolvere incongruenze di vario tipo nei poemi omerici, in opposizione agli "enstatici" (ἐνστατικοί, "che pongono difficoltà"), gli autori che invece si adoperavano per trovare queste incongruenze.
L'identificazione tra questo grammatico "litico" e il grammatico di Sparta, già confutata nel 1902 da Kurt Wachsmuth (secondo il quale la Suda ricavava le sue informazioni sul grammatico "litico" unicamente da Ateneo, che li teneva accuratamente distinti), è stata respinta anche da Felix Jacoby per varie ragioni: la frequenza del nome Sosibio; la differente attività attribuita ai due grammatici; il fatto che il primo sia vissuto ad Alessandria, il secondo a Sparta; il primo risulta sia vissuto all'epoca di Tolomeo Filadelfo (285-246 a.C.), mentre il secondo, in base alla ricostruzione di Jacoby, tra 250 a.C. e il 150 a.C., e tendenzialmente nella seconda metà di questo periodo piuttosto che nella prima.
Viene respinta anche l'identificazione col Sosibio al quale Callimaco dedicò un epinicio in forma elegiaca (Σωσιβίου νίκη, "La vittoria di Sosibio"): la scoperta di una parte del testo, tramandata su un papiro (POxy 1793 = fr. 60 Pfeiffer), ha mostrato che la vittoria celebrata non era stata conseguita in un agone letterario.

## Opere
Sosibio Lacone viene citato come autore di varie opere:
- un Περὶ χρόνων ("Sulle epoche"), citato anche col titolo Χρονῶν ἀναγραφή ("Descrizione delle epoche"), un'opera cronografica di cui restano tre frammenti, due dei quali relativi a Sparta;[1] quest'opera doveva basarsi sulle liste dei re di Sparta, la cui scansione cronologica risultava essere di 14-15 anni più breve rispetto a quelle di Eratostene e di Castore;[6]
- un Περὶ τῶν Μιμηλῶν ἐν Λακωνικῇ ("Sui mimi in Laconia"), menzionato solo dalla Suda;[1]
- un Περὶ τῶν ἐν Λακεδαίμονι θυσιῶν ("Sui sacrifici a Sparta"), verosimilmente una delle sue opere principali;[1]
- un Περὶ ἐθῶν ("Sui costumi"), il cui titolo completo secondo Jacoby doveva contenere l'indicazione ἐν Λακεδαίμονι ("a Sparta");[1]
- un Περὶ Ἀλκμᾶνος ("Su Alcmane") in almeno III libri, verosimilmente una delle sue opere principali; fu utilizzato ampiamente da Apollodoro di Atene; esisteva un'opera omonima di Filocoro, anch'essa perduta;[1]
- delle Ὁμοιότητες ("Paragoni"), attribuitegli con buona certezza da Jacoby.[1]

Jacoby sottolinea la totale assenza, tra questi titoli, di opere storiche in senso proprio ("un libro cronografico non rende nessuno uno storico") e di opere politiche, e il fatto che anche per questioni topografiche e archeologiche Polemone di Ilio sia citato più frequentemente di Sosibio induce Jacoby a ritenere quest'ultimo un grammatico "nel senso più stretto". Tuttavia, Jacoby lo loda in quanto grammatico per aver fatto buon uso del materiale a lui disponibile e ritiene, sulla base dei pochi frammenti disponibili, che abbia fatto "un lavoro sobrio e ben informato".
Tuttavia, vista la scarsità del materiale superstite, "non si può sopravvalutare né Sosibio stesso né la sua influenza". Senza dubbio viene citato relativamente spesso da Ateneo e fu ampiamente usato dai lessicografi, soprattutto Esichio, per le glosse laconiche, mentre secondo Jacoby la generale convinzione (condivisa, tra gli altri, da Arnaldo Momigliano) che sia stato usato come fonte da Pausania per il III libro della sua Periegesi della Grecia, dedicato alla Laconia, sarebbe "infondata".

## Edizioni
- (DE, GRC) Felix Jacoby, Sosibios der Lakone (595), in Die Fragmente der griechischen Historiker, Berlino, Weidmann, 1923-1958.